# Miki Manojlović
Predrag "Miki" Manojlović (serb. Предраг Манојловић, ur. 5 kwietnia 1950 w Belgradzie), jugosłowiański i serbski aktor filmowy i teatralny.

## Życiorys
Urodził się w aktorskiej rodzinie i w młodym wieku stał się jednym z najbardziej znanych aktorów w Jugosławii. Przez wiele lat grał na scenach stołecznych teatrów, występując w różnorodnym repertuarze, od klasyki po eksperymentalne inscenizacje sztuk współczesnych. Ma na swoim koncie role w serialach i filmach telewizyjnych. Międzynarodową sławę przyniosły mu kreacje w filmach Emira Kusturicy Ojciec w podróży służbowej (1985) oraz Underground (1995). Gra w filmach rozgrywających się na Bałkanach w czasie wojny domowej (Beczka prochu), ale także w zagranicznych produkcjach tematycznie niezwiązanych z jego ojczyzną.
Jest laureatem wielu nagród teatralnych i filmowych. Żoną Manojlovicia jest aktorka Tamara Vučković.